# Hugo Schwantzer
Theobald Alexander Hugo Schwantzer (* 21. April 1829 in Oberglogau; † 15. September 1886 in Berlin) war ein deutscher Organist, Komponist und Hochschullehrer.

## Leben
Hugo Schwantzer war ein Sohn des preußischen Verwaltungsbeamten und späteren Bürgermeisters in Gleiwitz Anton Schwantzer und dessen Frau Sophie, geb. Mischke. Er besuchte das Gymnasium in Neiße, wo er auch Orgelunterricht erhielt und Organist an der Gymnasialkirche war. Schon in dieser komponierte er eine Messe für eine Singstimme und Orgel, die in Ratibor und Cosel aufgeführt wurde. Für sein Studium ging er an das Königliche Musik-Institut Berlin. Nach seinem Abschluss wirkte er als Musiklehrer und Organist. Von 1856 bis 1869 lehrte er Klavier und Orgel am Stern’schen Konservatorium. 1870 übernahm er das 1862 von Eduard Ganz begründete Ganz'sche Musikinstitut, das sich unter seiner Leitung bedeutend entwickelte und zum Konservatorium erweiterte (Schwantzersches Konservatorium).
Zu seien Schülern zählen Hermann Goetz, Wilhelm Kuhlmann, Organist in Oldenburg; August Naubert in Neubrandenburg, Wilhelm Claussen (1843–1869) in Schwerin, Franz Mannstädt.

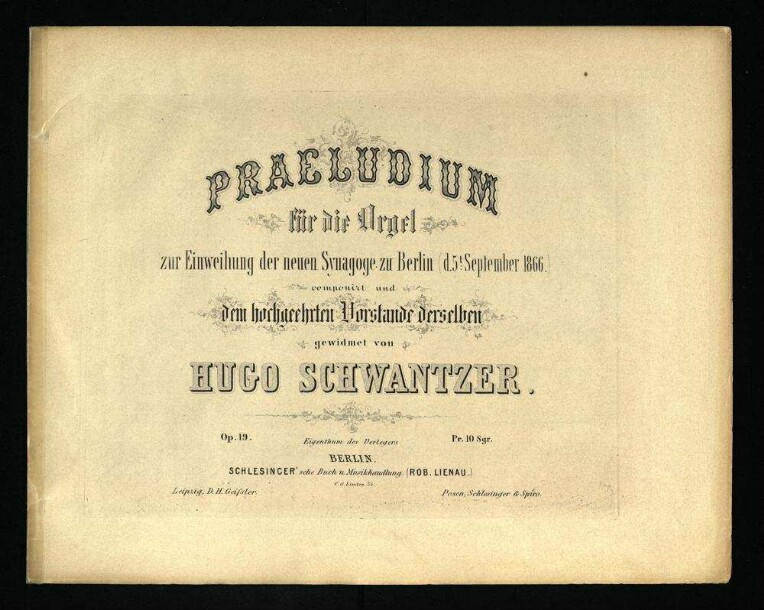
Präludium zur Einweihung der neuen Synagoge op. 19 (1866)

Von 1854 und 1866 war Schwantzer, der evangelischer Konfession war, Organist der Berliner Reform-Synagoge. Als die Neue Synagoge 1866 fertiggestellt wurde, wurde er ihr erster Organist an der damals weltgrößten Synagogenorgel. Das von ihm komponierte Präludium zur Einweihung der neuen Synagoge op. 19 wurde sein bekanntestes Werk, obwohl er es beim Einweihungsakt am 5. September nur teilweise spielen konnte.
Des Weiteren erschienen von ihm Lieder und Gesänge, Klavier- und Orgelkompositionen sowie eine Elementar-Clavierschule.
Von 1855 an war Hugo Schwantzer verheiratet mit Ida Sophie Pauline Albertine Clara, geb. Seidel (* 1835).

## Werke
- Drei Lieder für eine Singstimme mit Begleitung des Pianoforte. op 12, 1850.
- Präludium zur Einweihung der neuen Synagoge op. 19 1866 (Digitalisat).
- Erinnerungen an die Kinderzeit:6 leichte Klavierstücke. 1877.
- Freudiges Wiedersehen: Clavierstück. 1878.